# Eunice aphroditois
Eunice aphroditois[а] — морські донні хижі багатощетинкові черви. Тварини зариваються у дно океану, що складається із гравію, бруду чи коралів, де вони чекають стимулювання однієї зі своїх п'яти антен, нападаючи, коли відчувають жертву. У червів гострі зуби, швидкість атаки така значна, що вони іноді розрізають здобич навпіл.
Черви вводять отруту у здобич, щоб оглушити чи вбити її, тож вони можуть з'їсти та переварити навіть набагато більших за себе тварин. Представники іншої родини багатощетинкових червів (Amphinomidae) мають щетинки у формі гарпунів, які виділяють отруту, що може спричинити подразнення шкіри, але антени E. aphroditois використовуються тільки для захоплення.
Недостатньо відомостей про сексуальні звички та тривалість життя цих червів, але дослідники висунули гіпотезу, що статеве розмноження починається на ранній стадії, можливо, навіть ще тоді, коли черв має 100 мм у довжину; це дуже рано, беручи до уваги, що вони виростати до майже 3 м у деяких випадках (хоча більшість спостережень вказують на набагато менший середній розмір (довжина 1 м та ширина 25 мм у діаметрі).
E. aphroditois зустрічається у тепліших частинах океанів по всьому світі, включаючи Індо-Тихоокеанську область та Атлантику.

## У штучних водоймах
Ці черви можуть випадково потрапляти у штучні водойми. У березні 2009 року у аквазоопарку Blue Reef Aquarium (Ньюкі, Корнуол) виявили E. aphroditois у одному із акваріумів. Працівники бачили результати діяльності хижака: поранені та відсутні рибини, корали, перерізані навпіл, але змогли знайти хижака, тільки почистивши акваріум. Черва назвали «Баррі».
7 жовтня 2013 року у Maidenhead Aquatics (Вокінг, Суррей) виявили представника цього виду довжиною 1,1 м і товщиною кілька сантиметрів.

## Виноски
1. ↑  Crew, Becky (22 жовтня 2012). Eunice aphroditois is rainbow, terrifying. Scientific American. Архів оригіналу за 3 грудня 2013. Процитовано 29 січня 2017.
2. 1 2  Simon, Matt (6 вересня 2013). Absurd Creature of the Week: 10-Foot Bobbit Worm Is the Ocean's Most Disturbing Predator - Wired Science. Wired.com. Архів оригіналу за 22 березня 2014. Процитовано 29 січня 2017.
3. ↑  SeaLifeBase (19 липня 2012). Eunice aphroditois [Архівовано 29 квітня 2017 у Wayback Machine.]. Retrieved 3 June 2013.
4. ↑  Schulze, Anja (December 2011). The Bobbit Worm Dilemma: A Case for DNA. Revista de Biología Tropical. 59 (4): 1463—1474. doi:10.15517/rbt.v59i4.3412. Архів оригіналу за 29 жовтня 2013. Процитовано 7 вересня 2013.
5. ↑  Barry the giant sea worm discovered by aquarium staff after mysterious attacks on coral reef. Daily Mail. London. 31 березня 2009. Архів оригіналу за 21 грудня 2016. Процитовано 29 січня 2017.
6. ↑  Secret giant worm behind mystery of vanishing aquarium fish. The Telegraph. 18 жовтня 2013. Архів оригіналу за 21 жовтня 2013. Процитовано 24 жовтня 2013.
7. ↑  Who Named the Bobbit Worm (Eunice sp.)? And WHAT species is it.. truly??. 13 серпня 2014. Архів оригіналу за 7 лютого 2017. Процитовано 29 січня 2017.